# Mnogoudóbnoie
Mnogoudóbnoie (en rus: Многоудобное) és un poble del krai de Primórie, a l'Extrem Orient de Rússia, que en el cens del 2010 tenia 1.224 habitants.